# Fabi Mela
Fabi Mela (en llatí Fabius Mela) va ser un jurista romà que sovint se cita al Digest on no consta cap escrit seu.
La teoria més comuna el fa contemporani de Sext Cecili, anomenat Africà, és a dir que vivia en temps d'Hadrià abans del 138 i en temps del seu successor Antoní Pius. Un passatge el fa anterior a Pròcul, però altres teories el situen al segle i aC. Ulpià el menciona diverses vegades com a font i autoritat sobre algunes opinions jurídiques. Sovint se'l cita en relació amb Quint Antisti Labeó i Gai Trebaci Testa, dels que també podria ser contemporani.
Va escriure almenys deu llibres però no s'han conservat ni tan sols els títols.